# 繩索拯救
繩索拯救（英文：Rope Rescue）為一種專業技術，是一種需要運用到尼龍編織繩、支撐物、繫繩栓及多種特別指定工具，配合游繩技術，去接近傷者，並且將傷者安全地遷移至安全地方。 繩索拯救通常由接受過相關專業訓練的政府部門進行，最常見的包括消防及救護隊伍等。

## 種類
繩索拯救按照环境来分类基本上包括了三種：
- 高角度 / 城市拯救：通常包括了比較重型的裝備，而且拯救時間通常比較短少。
- 野外 / 山嶺拯救：通常包括了比較輕型的裝備，而且拯救時間通常比較長久。
- 洞穴拯救：通常包括了比較輕型的裝備，而且拯救時間通常比較長久。

## 世界各地負責搜索及拯救的部門
香港
- 香港消防處特種救援隊、高角度拯救專隊
- 民眾安全服務隊山嶺搜救中隊
- 香港警務處警察高空工作隊

 澳門
- 澳門消防隊高空拯救隊